# Siosa'ia Ma'ulupekotofa Tuita
Siosa'ia Ma'ulupekotofa Tuita (n. 21 de marzo de 1951) es un diplomático tongano y miembro de la Casa de Tupou, por su matrimonio con Carlota Mafileʻo Pilolevu Tuita, Princesa Real.

## Primeros años
Recibió su educación en el Wanganui College, la Universidad de Auckland y la Universidad de Oxford. Fue nombrado traductor oficial de la oficina del primer ministro de Tonga en 1972 y luego trabajó durante varios años en el Servicio Exterior de Tonga, incluido como Alto Comisionado en el Reino Unido en el periodo 1989–1992 y como Cónsul General en San Francisco desde 1992–1996. De 1998 a 2002, Tuita fue gobernador de Vava'u. En 2002 fue nombrado para el Gabinete de Tonga con el título de ministro de Agricultura, Silvicultura, Pesca y Nutrición.

## Matrimonio y descendencia

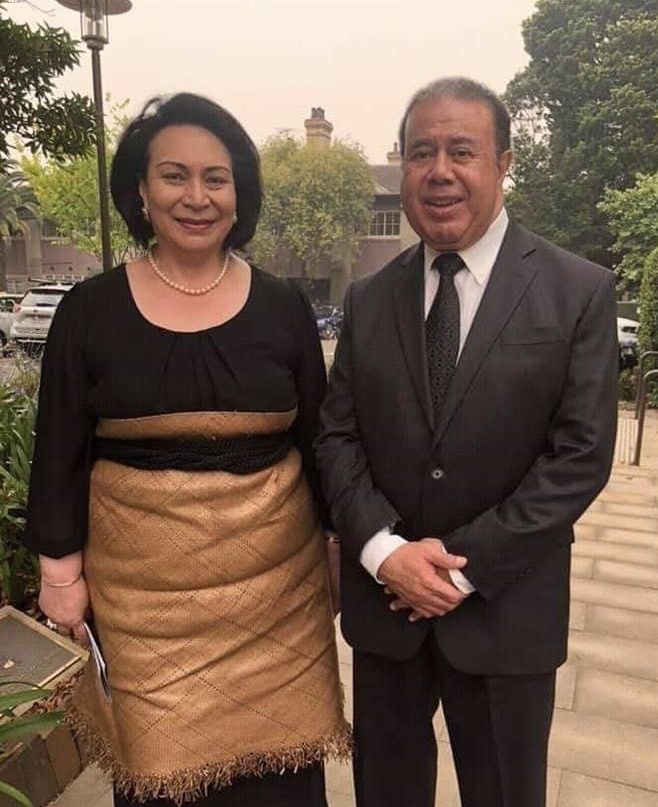
Lord Tuita junto a su esposa, la Princesa Real

Tuita se casó con la Princesa Real, Carlota Mafileʻo Pilolevu Tuita, la única hija del rey Jorge Tupou IV en la Capilla Real, Nukualofa, el 20 de julio de 1976. Son padres de cuatro hijas:
- Hon. Carlota Lupepau'u Salamasina Purea Vahine Arii 'Oe Hau Tuita Taione,
- Hon. Titilupe Fanetupouvava'u Tuita Tu'ivakano
- Hon. Frederica Lupe'uluiva Fatafehi 'o Lapaha Tuita Filipe,
- Hon. Lupeolo Halaevalu Moheofo Virginia Rose Tuita.

Y un hijo, que adoptaron de su hermano el Príncipe Fatafehi ʻAlaivahamamaʻo Tukuʻaho (27 de septiembre de 1979 - 17 de febrero de 2004) :
- Fatafehi Sione Ikamafana Tānekinga ʻo Tonga (2003–)

En 2010, fue nombrado nuevamente cónsul general de Tonga en los Estados Unidos, con una oficina en San Francisco, California. Actualmente vive con su esposa, la princesa Carlota Mafile'o Pilolevu Tuita, y su familia, dividiendo su tiempo entre residencias en Tau'akipulu y Hillsborough.

## Distinciones honoríficas
Tonga

### Órdenes
- Caballero Gran Cruz de la Ilustrísima Orden de la Reina Carlota Tupou III (31 de julio de 2008)

### Condecoraciones
- Medalla del jubileo de plata de la coronación Tupou IV del rey Jorge (4 de julio de 1992)
- Medalla de Coronación del Rey Jorge Tupou V (1 de agosto de 2008)
- Medalla de Coronación del Rey Jorge Tupou VI (4 de julio de 2015)